# 李根源故居 (苏州)

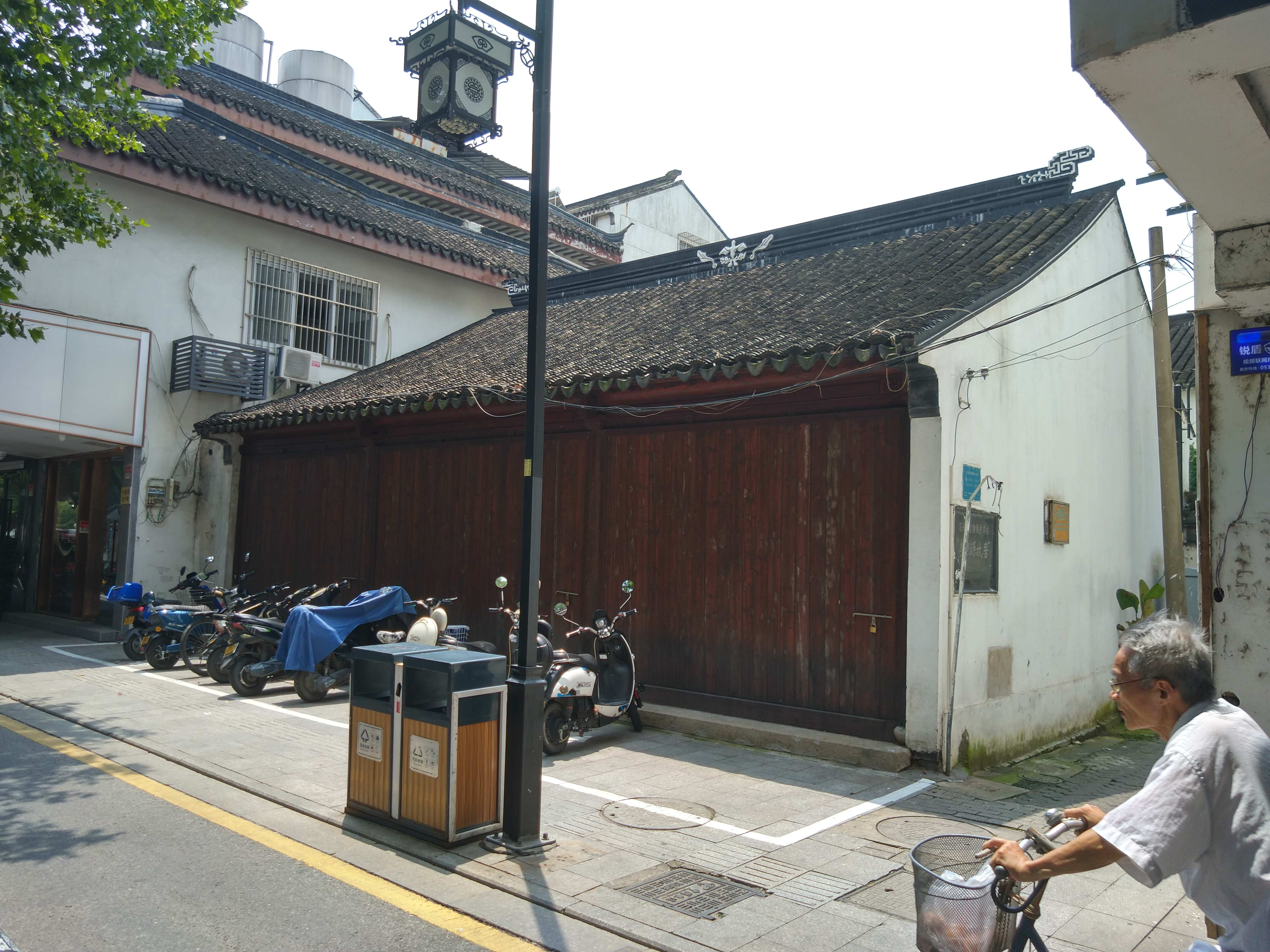

李根源故居位于江苏省苏州市姑苏区十全街279号，建于清代。为苏州市文物保护单位。

## 历史
李根源（1879年－1965年），字印泉，云南腾冲人。政治家、军事家，早年留学日本，是同盟会的主要组织者之一。归国后担任陆军教官，发动了云南重九起义，并参与二次革命及护法运动等，曾任北洋政府农商总长、代总理。新中国成立后，李根源也曾任全国政协委员等职。
1923年李根源辞去职务，隐居苏州此宅，对苏州的风土人文尤其是文物保护广有研究，走访了不少名人古墓，编写了《吴郡西山访古记》等著作，并参与编纂了《吴县志》。
因李母姓阙，故居又名为阙园，现存有门厅、客厅、起居楼、书斋等建筑，庭院内有李根源题写碑石、井栏等留存。解放后，故居被用作民居、商铺等，部分被拆除。2019年故居进行了修复工程。